# بسط هگزادسیمال

## بسط هگزادسیمال
یک مبنا ی دیگر مورد استفاده در علوم کامپیوتر شانزده میباشد.
بسط مبنای شانزده یک عدد صحیح، بسط هگزادسیمال آن نامیده میشود. برای چنین بسطهایی شانزده رقم، رقمهای هگزادسیمال مورد استفاده متفاوت مورد نیاز است.
که معمولاً عبارتند از 0، 1، 2، 3، 4، 5، 6، 7، 8، 9، A ،B ،C ،D ،E ،F
رقمهای متناظر با اعداد 10 تا 15 (در نمایش دهدهی) را F تا A حروف
نمایش می دهند. 
هر رقم هگزادسیمال را میتوان با استفاده از چهار بیت نمایش داد.
بایت ها رشته های بیتی با طول هشت هستند را می توان با دو رقم در هگزادسیمال نشان داد.